# الهیه
الهیه یکی از محله‌های شمال شهر تهران و منطقه شمیران است.الهیه از شمال تا تجریش، از غرب تا  خیابان ولیعصر و اتوبان مدرس، از جنوب تا پل صدر و از شرق تا خیابان شریعتی وسعت پیدا می‌کند.الهیه در منطقه ۱ شهرداری تهران و شهرستان شمیرانات واقع شده‌است. ساختمان‌های دیپلماتیک زیادی که محل اقامت اتباع خارجی است در این منطقه وجود دارد. محله الهیه جزو مرفه ترین های مناطق تهران محسوب می شود.
این محله از طریق ایستگاه های مترو صدر و قیطریه قابل دسترسی می باشد.

## پیشینه
اراضی الهیه که نام قدیمی آن خورآذین بوده است در گذشته‌ای نه چندان دور متعلق به محترم الدوله، همسر امین‌الدوله، بوده است. در سال ۱۲۸۶ ق. میرزا جعفر حکیم الهی در سه نوبت شش قطعه از زمین‌های خلازیر یا خورآذین را از وراث میرزا حسین تجریشی و ملامحمدعلی تجریشی خریداری می‌کند. بعدها این اراضی به مناسبت همین تملک الهیه نامیده می‌شود. منطقه الهیه در سابق خلازیر یا خورآذین نام داشته و ده مستقلی نبوده، بلکه جزئی از زرگنده شمرده می‌شده است.
در زمان ناصرالدین شاه یک کارخانه کبریت سازی در این محله دایر بوده که با کوشش‌های میرزا علی خان امین الدوله، صدراعظم عصر قاجار ایجاد شده بود.
در این منطقه ۳ باغ واقع شده است: باغ شرکت نفت، باغ سفارت آلمان و باغ سفارت ترکیه. باغ شرکت نفت متعلق به میرزا محمد امین دفتر، مستوفی خمسه بود. او در آنجا باغ پرورش گل احداث کرده بود که پس از مرگش به همسرش فاطمه خانم دختر آصف الدوله، والی خراسان رسید. وی هم آنجا را به شرکت نفت ایران و انگلیس فروخت.

## قسمت های معروف
خیابان فرشته، پل رومی (تهران)، موزه دکتر حسابی و موزه موسیقی ایران در این منطقه می‌باشد.
همچنین سفارتخانه‌های سوئیس، دانمارک، بلژیک، فنلاند، مالزی، مصر، باغ سفارت روسیه، باغ سفارت آلمان و باغ سفارت ترکیه در این محله قرار دارند.

## برج سازی در باغ ها
تا سال ۱۳۷۲،الهیه تنها محدوده‌ای بود که در آن اجازه ساخت بیش از ۲ طبقه داده نمی‌شد. پیش از انقلاب هم بلند‌ترین عمارت الهیه، خانه دو طبقه فلاحی (یکی از درباریان) بود که روی تپه الهیه ساخته شده بود، اما حالا الهیه پر است از برج‌ هایی که آسمان را هم در حصار خود گرفته‌اند.
باغ الهیه و بسیاری از باغ‌های تخریب شده محله الهیه، زمانی زیستگاه جانوران و پرندگان گوناگونی بوده است.در همین باغ الهیه انواع گوناگونی از پرندگان و روباه و... وجود داشت که دیگر اثری از آنها نیست. ما با نابودی باغ‌ها، در واقع خودمان را نابود می‌کنیم. باغ الهیه و باغ‌های دیگر ریه‌های تنفسی این شهر هستند و نابودی آن ها وضع هوای شهر را بدتر کرده است.

## خیابان‌های مهم
- خیابان فرشته
- خیابان تختی (ژاله سابق)
- خیابان الهیه
- پارسا
- صحرا (شکوفنده سابق)
- واثق نوری
- شاهد و دشت یار (خسروانی سابق)
- چناران
- سروستان
- کامران (گلناز سابق)
- احمد لطیفی (شقایق سابق)
- مبشر (مشارالملک سابق)
- کوهیار (نامدار سابق)
- نمازی (مهران سابق)
- خیابان مهدیه (اسفندیاری سابق)
- خیابان خزر (بصیرالدوله سابق)
- خیابان شریفی منش (بوستان سابق)
- خیابان بوسنی و هرزگوین (امیرتیمور سابق)
- خیابان مریم
- خیابان آقابزرگی (امین الدوله سابق)
- خیابان جردن

## مکان‌های مهم
موزه دکتر حسابی و موزه موسیقی ایران در این منطقه می‌باشد.
همچنین سفارتخانه‌های سوئیس، دانمارک، بلژیک، فنلاند، مالزی، مصر، باغ سفارت روسیه، باغ سفارت آلمان و باغ سفارت ترکیه در این محله قرار دارند.

## اهالی مشهور
- پروفسور محمود حسابی
- اشرف‌الملوک فخرالدوله
- احمد امیر احمدی
- اسماعیل مهرتاش[۸]

## نگارخانه

نمایی از برج‌های دو قلوی شهر تهران واقع در کوی الهیه
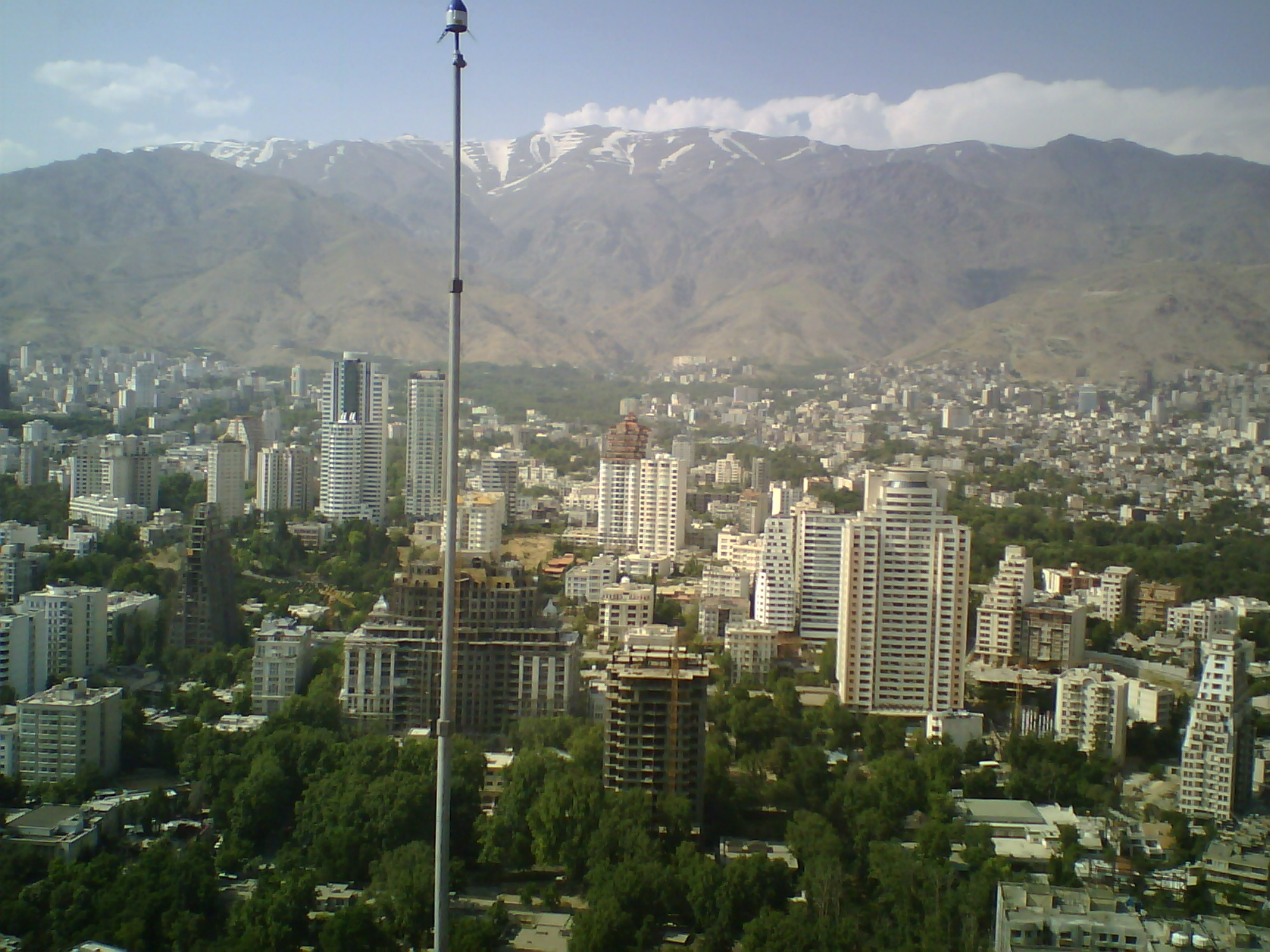
نمایی از برج‌های واقع در منطقه الهیه و در پشت آن نمایی از رشته کوه‌های البرز.